# Harvard University
 "Harvard" omdirigeres hertil. For andre betydninger af Harvard, se Harvard (flertydig).
Harvard University er et anset universitet beliggende i Cambridge, Massachusetts, USA.
Universitetet blev grundlagt den 8. september 1636. Universitetet har avlet 75 nobelprismodtagere. Harvard har verdens 3. største bogsamling, kun overgået af British Library og Library of Congress. Desuden er universitetet med i den prestigefulde Ivy League.

## Fakulteter
- Harvard Faculty of Arts and Sciences (humaniora og naturvidenskab)
- Harvard Medical School (lægevidenskab)
- Harvard School of Dental Medicine (tandlægevidenskab)
- Harvard Divinity School (religionsvidenskab og teologi)
- Harvard Law School (jura)
- Harvard Business School (handelshøjskole)
- Harvard Graduate School of Design (arkitektur og design)
- Harvard Graduate School of Education (pædagogik)
- Harvard School of Public Health (folkesundhedsvidenskab)
- John F. Kennedy School of Government (samfundsvidenskab)